# مراح السمن (الشغادرة)

تعديل مصدري - تعديل

مراح السمن هي إحدى قرى عزلة عداعد بمديرية الشغادرة التابعة لمحافظة حجة، بلغ تعداد سكانها 292 نسمة حسب تعداد اليمن لعام 2004.